# Studio Filmów Rysunkowych
Studio Filmów Rysunkowych (SFR) – wytwórnia filmów animowanych z siedzibą w Bielsku-Białej. Powstała w 1956 na bazie zespołu filmowego działającego od 1947, wsławiła się takimi produkcjami jak Reksio, Bolek i Lolek czy Porwanie Baltazara Gąbki. Od 2024 przy Studiu Filmów Rysunkowych funkcjonuje placówka muzealno-edukacyjna pod nazwą Interaktywne Centrum Bajki i Animacji OKO z ekspozycją stałą poświęconą historii wytwórni i technologii animacji filmowej oraz kinem Kreska.

## Historia

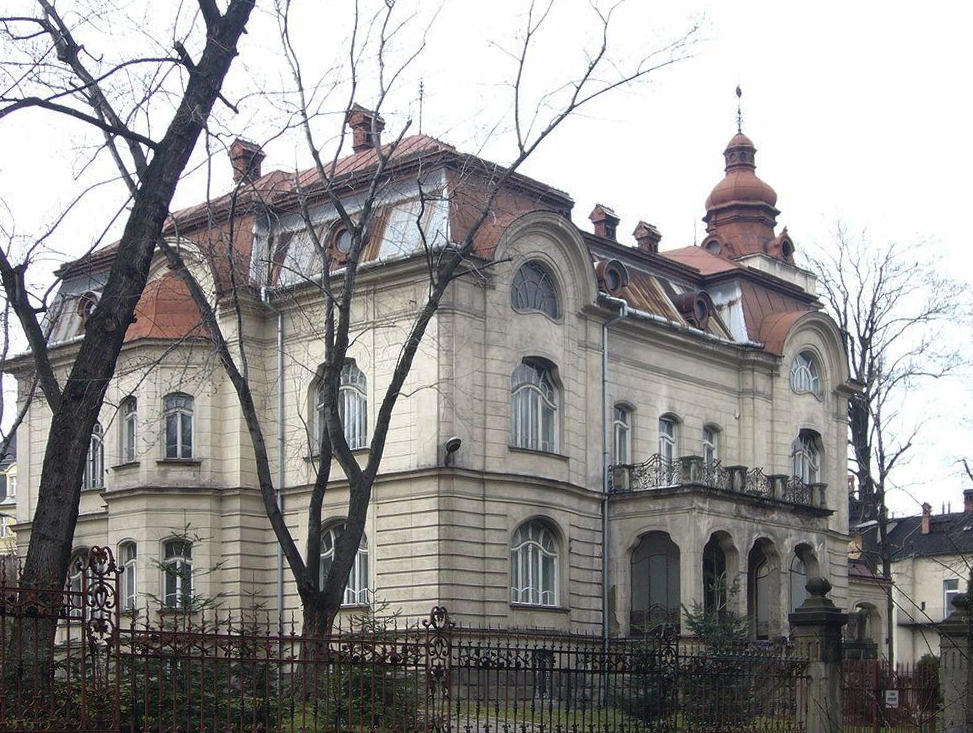
Dawna willa Schneidera – pierwsza bielska siedziba studia (fotografia z 2008)

Korzenie studia sięgają 1 września 1947, kiedy to przy katowickiej redakcji „Trybuny Robotniczej” powstało Eksperymentalne Studio Filmów Rysunkowych. Kierownictwo nad nim objął Zdzisław Lachur, z którym współpracowali Władysław Nehrebecki, Leszek Lorek, Alfred Ledwig, Mieczysław Poznański, Wacław Wajser, Maciej Lachur, Aleksander Rohoziński, Wiktor Sakowicz i Rufin Struzik. Pierwszą zrealizowaną produkcją był czarnobiały film Czy to był sen? o tematyce drugowojennej, nigdy nie przyjęty do rozpowszechniania. W kwietniu 1948 filmowcy usamodzielnili się jako Robotnicze Studio Filmów Rysunkowych i przenieśli swoją działalność do Wisły. Tam wkrótce powołali do życia spółdzielnię pracy o nazwie Zespół Produkcyjny Filmów Rysunkowych „Śląsk”. W listopadzie 1948 po raz kolejny przenieśli swoją siedzibę, tym razem do Bielska, gdzie udostępniono im pomieszczenia w dawnej willi Schneidera przy ulicy Mickiewicza 27, a później przy ulicy Zdrojowej 11A. W 1949 powstały następne produkcje Ich ścieżki oraz Traktor A-1, których również nie przyjęto do rozpowszechniania. Jako pierwszy trafił na ekrany dopiero film Wilk i niedźwiadki z 1950.

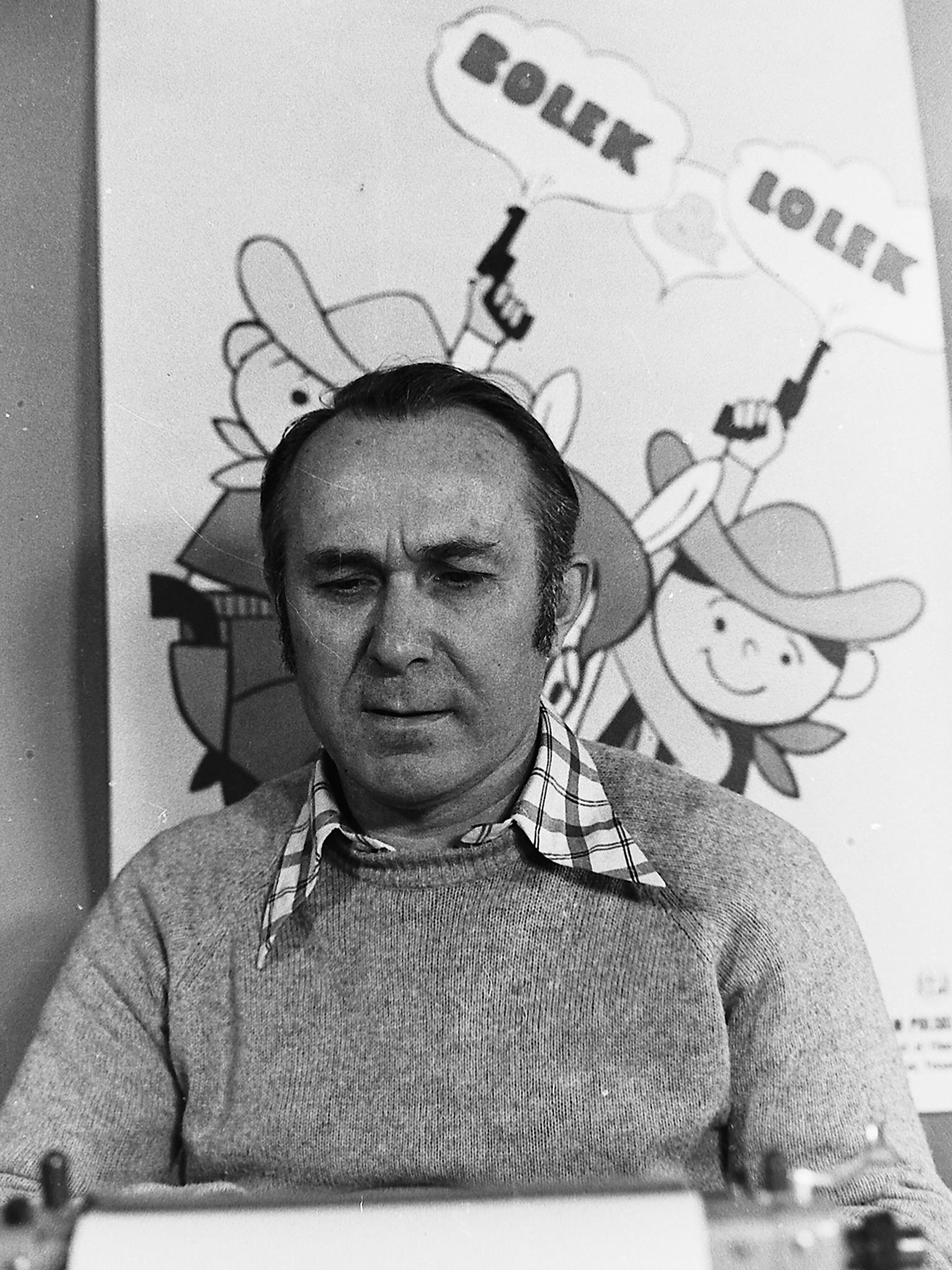
Władysław Nehrebecki – pomysłodawca postaci Bolka i Lolka ze swoimi bohaterami (1972)

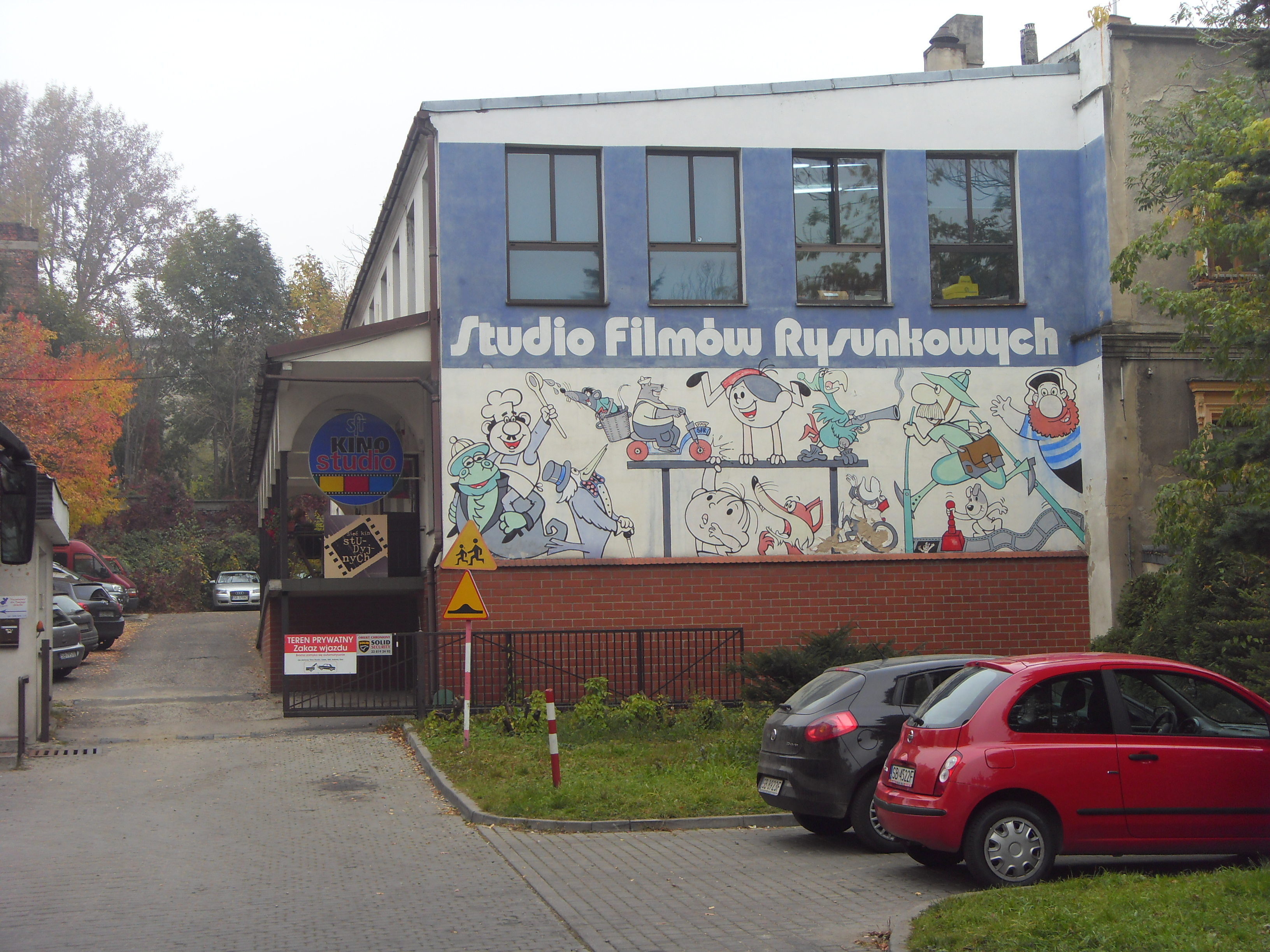
Budynek zbudowany na potrzeby SFR obok willi Rotha przy ulicy Cieszyńskiej (fotografia z 2010, wyburzony w 2022)

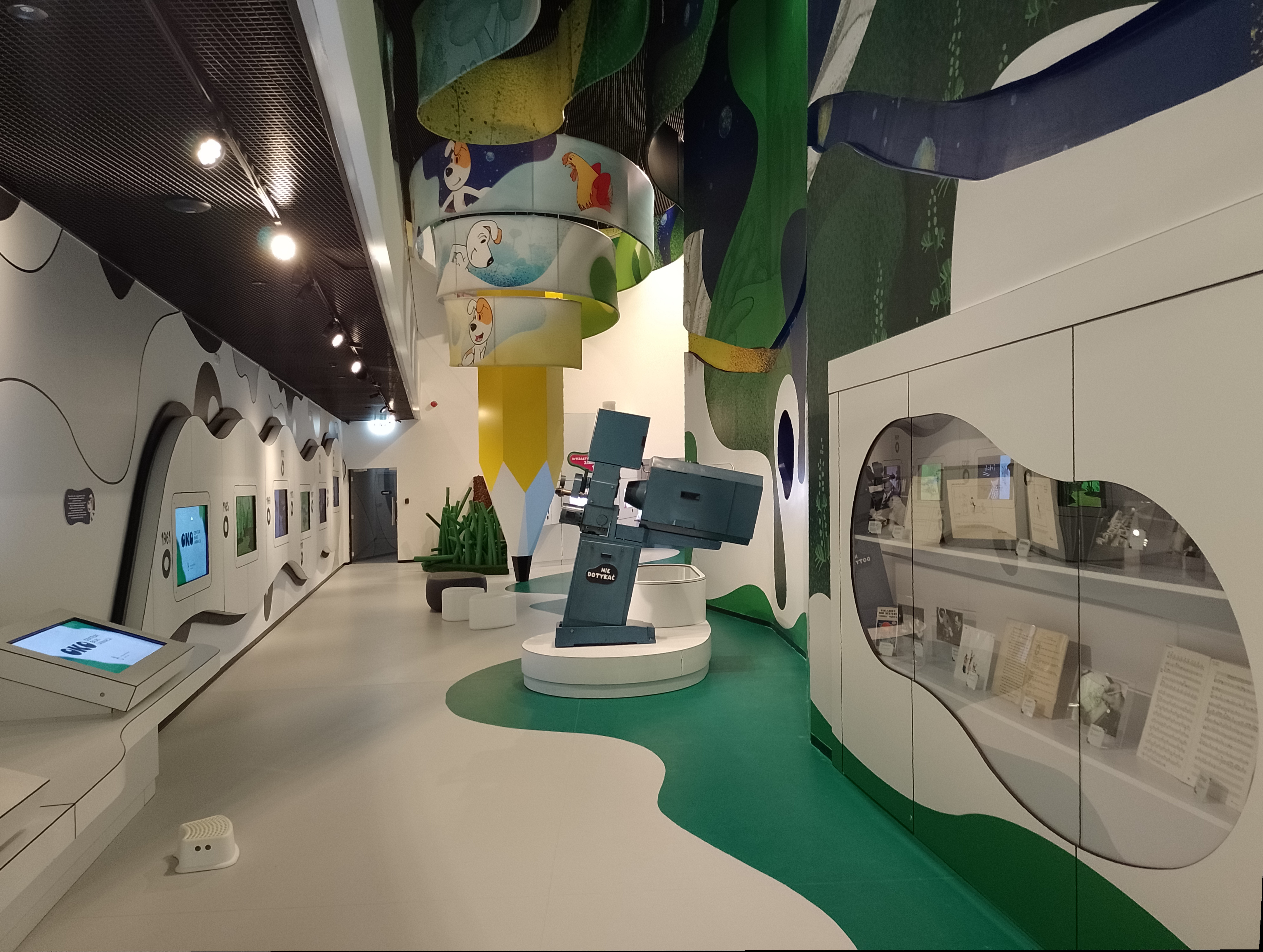
Ekspozycja stała Interaktywnego Centrum Bajki i Animacji OKO (2024)

W 1952 Zespół Produkcyjny Filmów Rysunkowych „Śląsk” został rozwiązany, a jego członkowie stali się pracownikami Wytwórni Filmów Fabularnych w Łodzi, tworząc Oddział Filmu Rysunkowego z siedzibą w Bielsku-Białej. Wtedy filmowcy przenieśli się do nowej siedziby przy ulicy Cieszyńskiej 24 (willa Rotha), w której mieli już pozostać na stałe. Pojawili się nowi twórcy, m.in. Lechosław Marszałek debiutujący w 1953 filmem Koziołeczek, który otrzymał pierwszą nagrodę w kategorii filmu rysunkowego na VIII Międzynarodowym Festiwalu Filmowym w Karlowych Warach. 
Studio Filmów Rysunkowych jako samodzielna instytucja zostało powołane do życia zarządzeniem nr 82 Prezesa Centralnego Urzędu Kinematografii z dnia 3 sierpnia 1955 w sprawie utworzenia „Studia Filmów Rysunkowych”, a swoją działalność rozpoczęło z dniem 1 stycznia 1956. Pierwszym dyrektorem został Stanisław Kasprzykowski. W Warszawie zorganizowano początkowo oddział SFR pod kierownictwem Witolda Giersza, który w 1958 przekształcono w samodzielne Studio Miniatur Filmowych. W 1963 miał premierę pierwszy odcinek przygód Bolka i Lolka, które – obok serialu o Reksiu produkowanego od 1967 – w największej mierze rozsławiły SFR w Polsce i zagranicą. Wyprodukowana w 1977 Wielka podróż Bolka i Lolka była pierwszym w Polsce pełnometrażowym filmem animowanym. 
W latach 90. XX wieku studio borykało się z poważnymi problemami finansowymi i spadkiem popularności swoich produkcji, mimo to nie zaprzestało działalności. Między nami bocianami (1997–2003) było ostatnią serią stworzoną w technologii tradycyjnej, następnie dokonano przejścia na animację komputerową. W 2011 SFR zostało przekształcone w spółkę z ograniczoną odpowiedzialnością, a w 2015 w państwową instytucję kultury. W 2022 rozpoczęto budowę Interaktywnego Centrum Bajki i Animacji OKO – nowej placówki muzealno-edukacyjnej, której działalność zainaugurowano 24 maja 2024. W nowym budynku, połączonym konstrukcyjnie z odnowioną willa Rotha, znalazła się ekspozycja stała poświęcona historii SFR i technologii animacji filmowej, a także jednosalowe kino Kreska, które zastąpiło istniejące w latach 1999–2018 kino Studio. Dyrektorem placówki w nowej formule został od 2022 Maciej Chmiel. 
Łącznie w SFR powstało ponad 1050 produkcji. W 2023 zaanonsowano rozpoczęcie prac przy dwóch nowych serialach – Baczne Oczka (produkcja przeznaczona specjalnie dla dzieci z deficytem wzroku, premiera miała miejsce w maju 2025) i Warzywne biuro śledcze – oraz filmie pełnometrażowym Husarz. W 2025 studio nabyło prawa do uniwersum „Kociej Szajki”.

## Twórcy

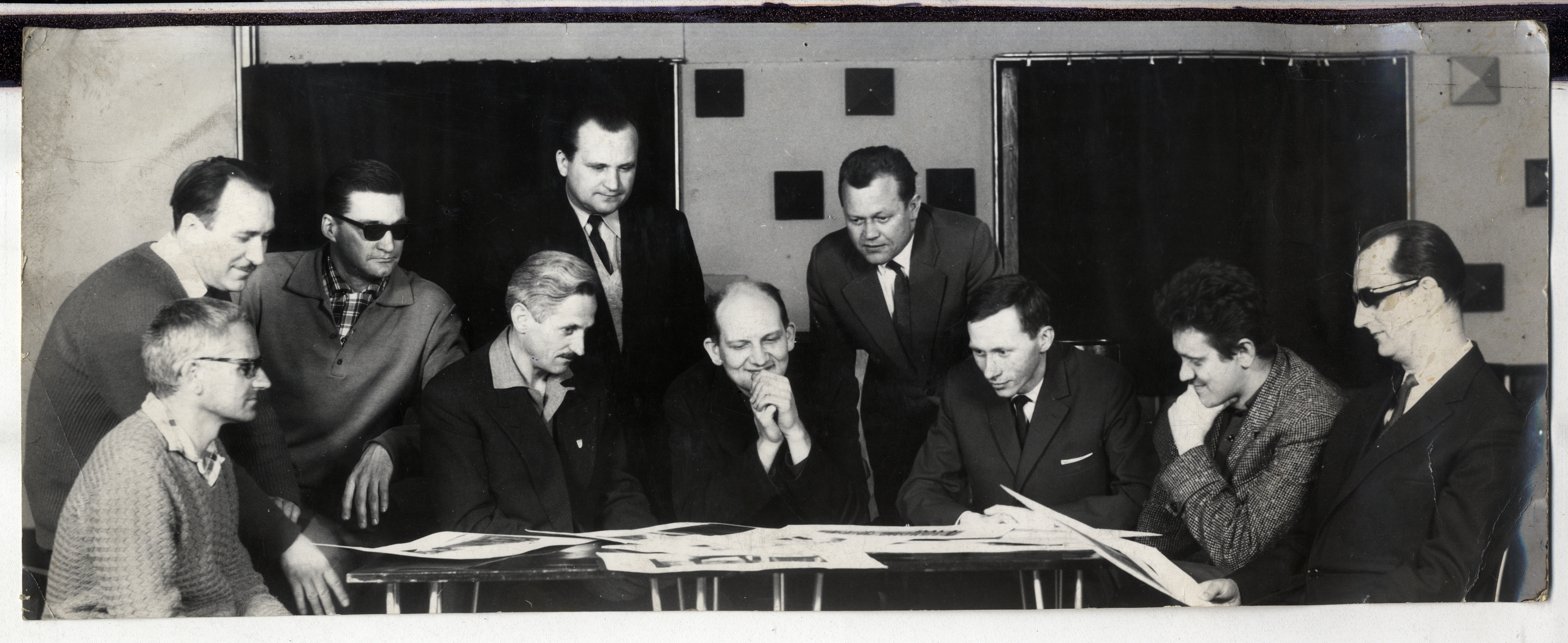
Twórcy związani z SFR. Od lewej: Władysław Nehrebecki, Leszek Lorek, Stanisław Dulz, Lechosław Marszałek, Edward Wątor, Mirosław Kijowicz, Alfred Ledwig, Jerzy Schonborn, Leszek Mech i Wacław Wajser.

## Produkcje

### Seriale animowane
- Baczne Oczka (2025–)
- Kuba i Śruba (2011–2016)
- Między nami bocianami (1997–2003)

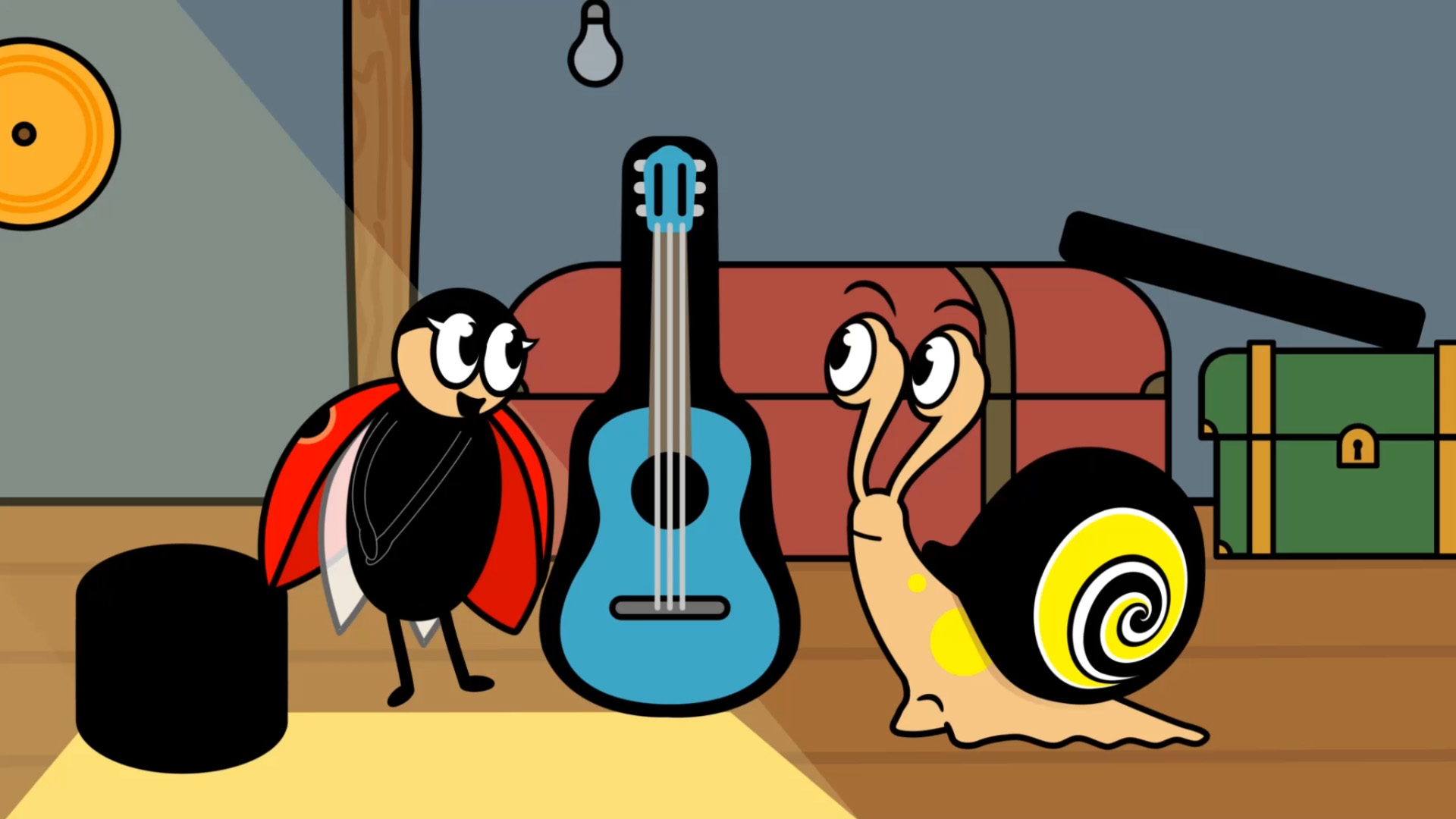
Kadr z serialu Baczne Oczka

- Sceny z życia smoków (1996–1997, wspólnie ze Studiem Filmowym Anima-Pol w Łodzi)
- Karrypel kontra Groszki (1995–1996)
- Bajki Pana Bałagana (1993)
- Lis Leon II (1992–1993)
- Podróże kapitana Klipera (1986–1990)
- Marceli Szpak dziwi się światu (1984–1986)
- Lis Leon (1981–1984)
- Wyprawa Profesora Gąbki (1978–1980)
- Przygody Myszki (1976-1983)
- Kangurek Hip-Hop (1975–1980)
- Pampalini łowca zwierząt (1975–1980)
- Miś Kudłatek (1971–1973)
- Porwanie Baltazara Gąbki (1969–1970)
- Reksio (1967–1990)
- Przygody Błękitnego Rycerzyka (1963–1965)
- Bolek i Lolek (1963–1986)

### Pełnometrażowe filmy animowane
- Wielka podróż Bolka i Lolka (1977)
- Porwanie w Tiutiurlistanie (1986)
- Gwiazda Kopernika (2009)

### Pełnometrażowe filmy montażowe
- Przygody Błękitnego Rycerzyka (1983)
- Bolek i Lolek na Dzikim Zachodzie (1986)